# Omphalea ekmanii
Omphalea ekmanii är en törelväxtart som beskrevs av Brother Alain. Omphalea ekmanii ingår i släktet Omphalea och familjen törelväxter. Inga underarter finns listade i Catalogue of Life.